# Machete-aanslag in Charleroi op 6 augustus 2016
Op 6 augustus 2016 werden in de Belgische stad Charleroi twee politievrouwen levensgevaarlijk verwond met een machete door Khaled Babouri in naam van de terreurgroep Islamitische Staat. Een derde agente schoot de aanvaller neer die kort daarna overleed in het ziekenhuis.

## De aanslag
La Tour Bleue is het hoofdkantoor van de politiezone van de Belgische stad Charleroi. Iets voor 16 uur stapte de 33-jarige Algerijn Khaled Babouri er binnen, waar hij werd tegengehouden door twee agentes voor controle van zijn rugzak. Babouri haalde een machete boven en, Allahoe Akbar (God is groot) roepend, sneed hij de eerste agente in het aangezicht, van oor tot oor. Bij de andere agente raakte hij een zenuw in de nek waardoor ze haar mond niet meer kon openen. Ondanks haar verwondingen kon de eerste agente tweemaal schieten met haar pistool op de dader. Hij viel neer maar greep naar zijn rugzak, waarop een derde agente nogmaals op hem schoot. Babouri overleed kort daarna in het ziekenhuis. De ontmijningsdienst DOVO vond geen wapens of explosieven in de rugzak. De twee zwaargewonde agentes werden gedurende een nacht in het ziekenhuis in kunstmatig coma gehouden en geopereerd. De eerste agente had later nog enkele gezichtsoperaties nodig.
Islamitische Staat eiste de aanslag op. Op hun officieuze persagentschap, Amaq verspreidde de terreurbeweging het bericht dat de Khaled Babouri "een soldaat van IS" was.
Op advies van het Belgisch anti-terreurorgaan OCAD besliste de Nationale Veiligheidsraad om het terreurniveau van politiekantoren van 2 naar 2+ te brengen. Naast verhoogde veiligheid bij de controleposten aan elke ingang van politiekantoren werden politieagenten verplicht te allen tijde een kogelvrij vest en hun wapen te dragen. Enkele kantoren werden tijdelijk gesloten. Verder in het land gold reeds niveau 3 sinds de aanslagen in Brussel op 22 maart 2016.
Op 9 augustus 2016 bezochten de Belgische koning Filip en koningin Mathilde de gewonde politieagentes in het Grand Hôpital de Charleroi en het politiebureau waar de aanslag gebeurde.

## Reacties
Politievakbonden dreigden eerst met protestacties voor meer beveiliging, maar de Belgische minister van Binnenlandse Zaken Jan Jambon (N-VA) maakte de belofte van betere bewapening van de politie.

## Achtergrond dader
Sinds 2012 verbleef de Khaled Babouri illegaal in België. Hij woonde bij zijn broer in Farciennes vlakbij Charleroi. In 2013 en 2014 had hij een regularisatieaanvraag ingediend maar dat werd telkens geweigerd. In oktober 2014 kreeg hij het bevel het grondgebied te verlaten, en kort daarna gebeurde dat een tweede keer.

## Kritiek
Na uitwijzing had Khaled Babouri opgesloten moeten worden in een gesloten asielcentrum, wachtende op zijn repatriëring naar Algerije, maar het was moeilijk samenwerken met de Algerijnse overheden om illegalen terug daarheen te sturen. Omdat er te weinig plaatsen in de centra waren, liet de Belgische staatssecretaris voor Asiel en Migratie Theo Francken (N-VA) alleen er uitgeprocedeerden opsluiten waarvan men zeker was dat ze gerepatrieerd konden worden naar hun land van oorsprong.

## Onderzoek
Uitgaande van een terroristische moordpoging stelde het Belgisch federaal parket een onderzoeksrechter gespecialiseerd in terrorisme aan om het onderzoek te leiden. De maanden daarop volgden verscheidene huiszoekingen en arrestaties, onder wie Rezki A., een buur van de dader in Farciennes. Hij werd ervan verdacht Khaled Babouri te hebben geholpen bij de aanval door hem het wapen geleverd te hebben en naar de plaats van het delict te hebben gereden.
Eind 2020 werd Rezki A. in een rechtszaak voor de correctionele rechtbank van Charleroi door de federale magistraat beschuldigd van dubbele moordaanslag en deelname aan de activiteiten van een terroristische groepering. De magistraat vroeg een minimumstraf van 15 jaar, maar de beklaagde werd op 22 februari 2021 vrijgesproken.